# منتخب كازاخستان تحت 18 سنة لهوكي الجليد للرجال
منتخب كازاخستان تحت 18 سنة لهوكي الجليد للرجال هو ممثل كازاخستان تحت 18 سنة الرسمي في المنافسات الدولية في هوكي الجليد
.